# Парк ім. Шевченка (Запоріжжя)
Парк ім. Шевче́нка — парк-пам'ятка садово-паркового мистецтва місцевого значення в Україні. Розташований на території міста Запоріжжя, у Шевченківському районі, поруч з проспектом Моторобудівників. 
Площа 5,2 га. Статус присвоєно згідно з рішенням Запорізького облвиконкому від 12.12.1979 року № 206. Перебуває у віданні: Шевченківський райкомунгосп, ВАТ «Мотор Січ». 